# Brighton (Kolorado)
Brighton – miasto położone w stanie Kolorado będące zarazem stolicą hrabstwa Adams. Znajduje się około 30 km na północ od Denver.

## Historia
Pierwotnie założona w latach 70. XIX wieku osada nosiła nazwę Hughes Station. W 1887 r. przekształcono je na Brighton na cześć Brighton Beach w stanie Nowy Jork.

## Demografia
Miasto zamieszkiwało 33,35 tys. mieszkańców (2010). Ponad 77% stanowili biali, natomiast 17% nie było w stanie określić swej przynależności rasowej. W roku 2023 liczba mieszkańców wzrosła do 42 477 osób, a gęstość zaludnienia do ponad 761 osób/km².

## Miasta partnerskie
- Ziębice, Polska